# Bahnstrecke Schieder–Blomberg
| Streckennummer: | 2986                    |                                 |                                 |
| Kursbuchstrecke (DB): | zuletzt 212b            |                                 |                                 |
| Kursbuchstrecke: | 192e (1934) 212b (1946) |                                 |                                 |
| Streckenlänge: | 6,798 km                |                                 |                                 |
| Spurweite: | 1435 mm (Normalspur)    |                                 |                                 |
| Maximale Neigung: | 10,4 ‰                  |                                 |                                 |
| Minimaler Radius: | 240 m                   |                                 |                                 |
| Streckengeschwindigkeit: | 40 km/h                 |                                 |                                 |
| |                         |                                 |                                 |
| \| \| \| von Hannover \| \| \| \| 0,0 \| Schieder ⊙ \| Schieder ⊙ \| \| \| 2,1 \| Abzw Noltehof nach Altenbeken ⊙ \| Abzw Noltehof nach Altenbeken ⊙ \| \| \| 2,3 \| Noltehof ⊙ \| Noltehof ⊙ \| \| \| 6,6 \| Blomberg ⊙ \| Blomberg ⊙ \| |                         |                                 |                                 |
| Strecke |                         | von Hannover                    | von Hannover                    |
| Bahnhof | 0,0                     | Schieder ⊙                      | Schieder ⊙                      |
| Abzweig ehemals geradeaus und nach links | 2,1                     | Abzw Noltehof nach Altenbeken ⊙ | Abzw Noltehof nach Altenbeken ⊙ |
| Haltepunkt / Haltestelle (Strecke außer Betrieb) | 2,3                     | Noltehof ⊙                      | Noltehof ⊙                      |
| Kopfbahnhof Streckenende (Strecke außer Betrieb) | 6,6                     | Blomberg ⊙                      | Blomberg ⊙                      |

Die Bahnstrecke Schieder–Blomberg, auch „Blomberger Pengel“ genannt, verband die Stadt Blomberg mit dem Bahnhof Schieder an der Bahnstrecke Hannover–Altenbeken in Nordrhein-Westfalen.

## Geschichte
Nachdem schon Ende der 1860er Jahre ein Bahnanschluss von Blomberg gefordert worden war, wurde am 15. Januar 1894 ein Vertrag zwischen dem Fürstentum Lippe und der KED Hannover geschlossen, nachdem das Fürstentum die Grundstücke unentgeltlich zur Verfügung stellt und 280.000 Mark Baukostenzuschuss gewährt.
Der Betrieb wurde am 1. Juli 1897 durch die Preußischen Staatseisenbahnen eröffnet.
Ab 15. Januar 1898 wurde am Noltehof ein Haltepunkt eingerichtet.
Die Strecke hatte im Personenverkehr stets nur wenige Fahrgäste. 1897 waren es vier Zugpaare, 1907 sechs. 1944 verkehrten täglich fünf Zugpaare.
Hauptfrachtgut war Holz für die Möbelindustrie.
Die Kleinstadt Blomberg verfügte ab 1926 über einen weiteren Schienenanschluss durch die Paderborner Überlandstraßenbahn der PESAG in Richtung Horn-Bad Meinberg.
Der Personenverkehr wurde am 10. Dezember 1951, der Güterverkehr zum 26. September 1987 eingestellt. Danach erfolgte der Abbau der Strecke, auf der ein Radweg entstand, der Teil der BahnRadRoute Hellweg-Weser ist.
An der Abzweigstelle Noltehof war von 1922 bis 1983 ein mechanisches Stellwerk der Bauart Jüdel in Betrieb. Das Bahnhofsgebäude in Blomberg wurde im Jahre 1994 abgerissen.

## Fahrzeuge
Zu Beginn waren zwei preußische T 3 in Blomberg stationiert. Später wurde sie durch eine preußische T 9.3 ersetzt, die bis zum Ende des Personenverkehrs dort blieb. Anfang der 1950er Jahre wurde die Lokstation aufgegeben. Den Verkehr bewältigten danach überwiegend Lokomotiven der Baureihe 50, ab 1974 Diesellokomotiven der Baureihe 260.